# Parc Beihai
Le parc Beihai (chinois simplifié : 北海公园 ; chinois traditionnel : 北海公園 ; pinyin : Běihǎi Gōngyuán) est un jardin impérial de Pékin, vieux de plus de 1 000 ans. Le nom de Beihai (chinois : 北海 ; pinyin : Běihăi, littéralement la « mer du nord ») évoque le lac qui forme l'essentiel de sa superficie et se trouve justement au nord du Zhongnanhai (littéralement les « mers du sud et du centre »).
La construction du parc a commencé au Xe siècle, sous la dynastie Liao. Avec une superficie supérieure à 68 ha, il s'agit d'un des plus grands jardins chinois, aménagé autour du lac, contenant de nombreux bâtiments historiques, parmi lesquels des temples et des palais, comme cette stūpa blanche, emblème du parc, bâti sur une île au milieu du lac.
Comme beaucoup de jardins impériaux chinois, il a été construit dans un esprit d'imitation des paysages et architectures les plus remarquables de Chine. Auparavant clos, le parc est aujourd'hui ouvert au public et facilement accessible via les transports en commun.

## Histoire
L'histoire du parc Beihai s'étend successivement sur les périodes des dynasties Liao, Jin, Yuan, Ming, Qing. La construction débute sous les Liao et est liée à une légende chinoise : dans l'espoir de vivre éternellement, les empereurs chinois, ayant échoué à découvrir Penlai, Yingzhou et Fangzhang, trois montagnes magiques sur lesquelles vivaient des immortels détenant le secret de l'immortalité, construisirent des parcs à l'imitation de ces trois montagnes,.
Chacune des dynasties suivantes a rénové et en partie reconstruit le parc, qui était alors à l'usage des empereurs et de leur famille. La plus grande partie des bâtiments actuels date de la dynastie Qing. En particulier, la construction de la stūpa, débutée en 1651, est due à l'empereur Shunzhi qui tenait à montrer son soutien à la religion bouddhiste, et en particulier au bouddhisme tibétain, lors d'une invitation du 5e dalaï-lama à Pékin,, et de nombreux bâtiments ont été construits sous le règne de l'empereur Qianlong.
Lorsque s'achève le règne de la dynastie Qing en 1912, le parc était clos et relié à la Cité interdite. Depuis 1925, il est ouvert au public, et il est possible de visiter la plupart des temples et autres bâtiments situés dans le parc,,.

## Description

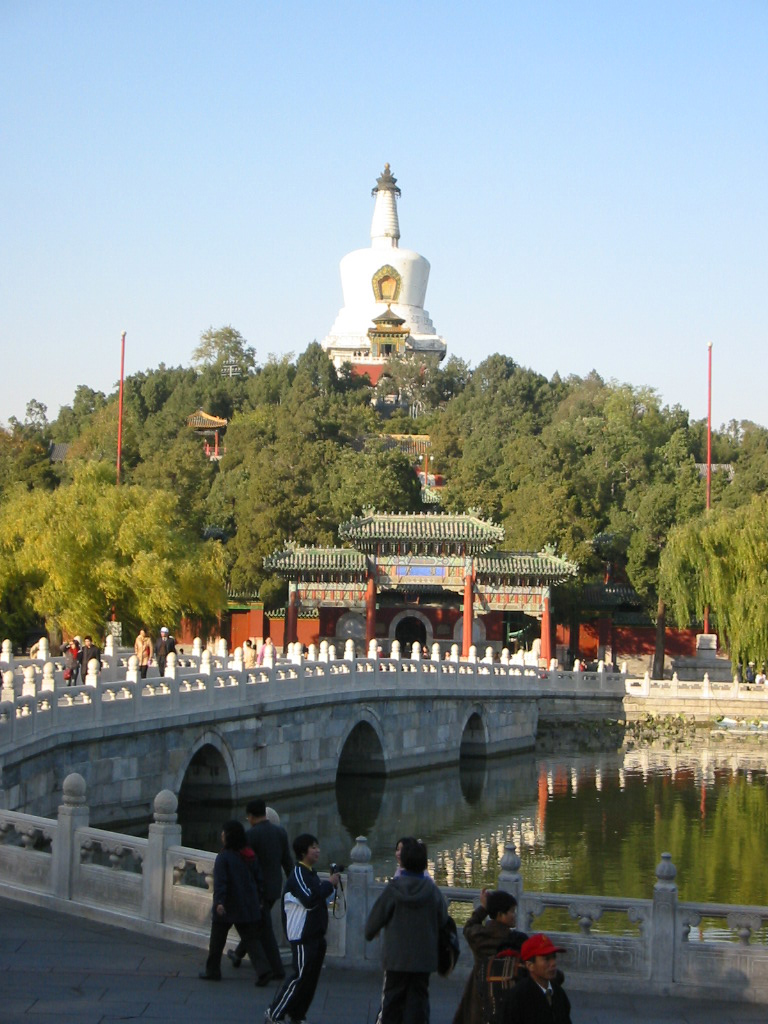
Le stūpa blanc (chörten), construit en 1651 sous Shunzhi, est situé sur l'île Qionghua, reliée par le pont Yong'an.

Le parc Beihai est situé au cœur de la ville de Pékin, au nord-ouest de la Cité interdite, à l'ouest du parc Jingshan et dans la continuité septentrionale du Zhongnanhai, le siège du gouvernement de la République populaire de Chine. Au nord, le lac est connecté au Shichahai.
Le parc s'étend sur plus de 68 ha et comprend un lac d'une superficie de 39 ha. Dans ce lac se trouve le point central du parc, l'île Qionghua (chinois simplifié : 琼华岛 ; pinyin : Qiónghuádǎo, « Île de jade »). Sur l'île se trouve un chörten(stūpa du bouddhisme tibétain) blanc (白塔 pinyin : báitǎ),.
De nos jours, le parc Beihai est un des lieux centraux de la vie pékinoise. C'est également un lieu touristique assez fréquenté. Le parc ouvre tôt et ferme tard, de nombreux Chinois aiment à s'y promener et détendre.
Le droit d'entrée s'élève aux alentours d'une dizaine de Yuans. De nombreux bus desservent le site, et une station de métro de la ligne 6, est située non loin (běihǎi běi / Beihai North).

### Le lac
Le lac occupe la moitié de la superficie du parc. De petits bateaux sont disponibles à la location. L'hiver, comme d'autres lacs de la ville, le lac gelé devient un immense terrain de jeu pour les Pékinois.

### L'île Qionghua

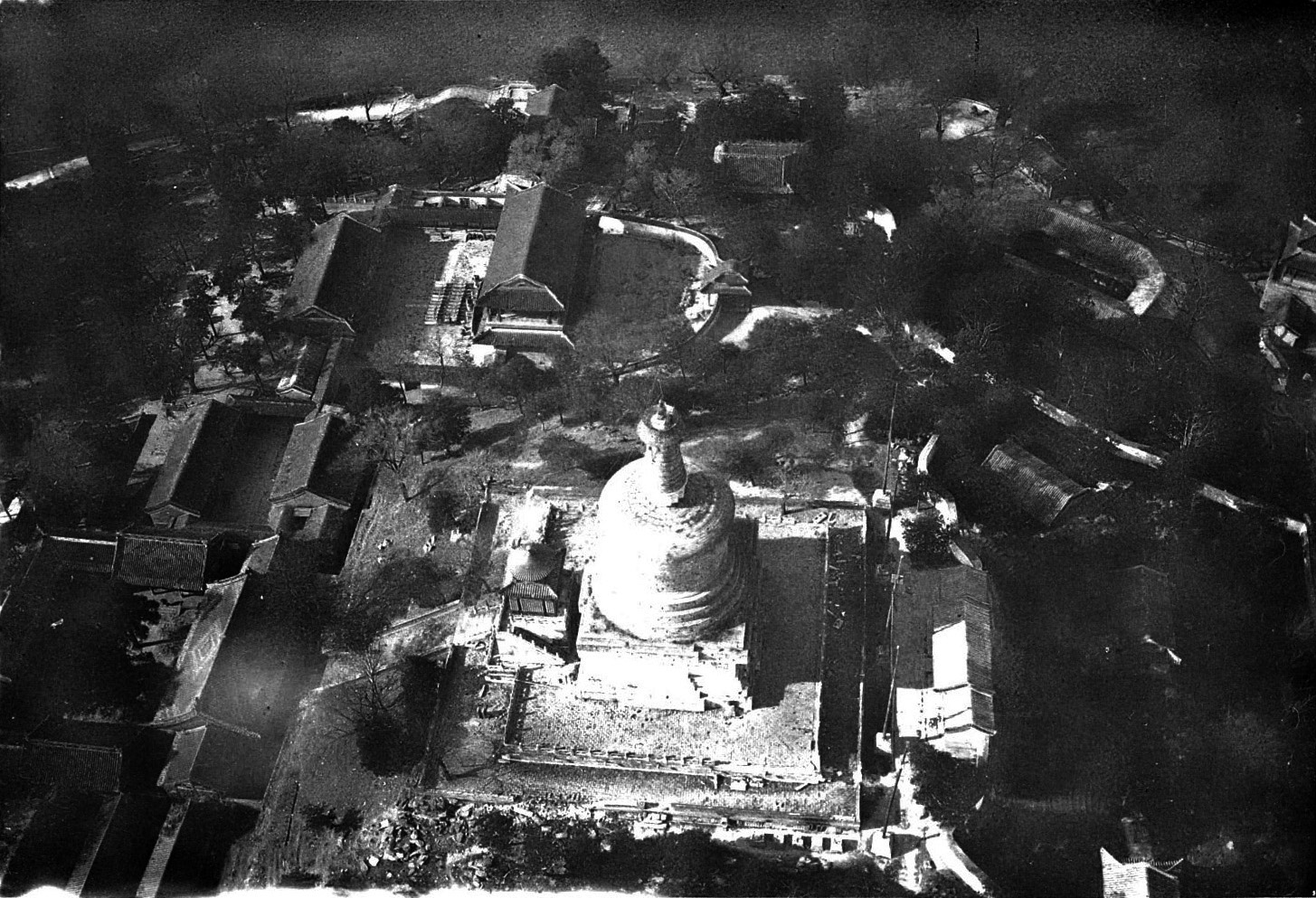
L'île prise en ballon en 1900.

Différents édifices sont situés sur l'île Qionghua.
L'île est reliée à la terre par deux ponts, dont au Sud, le pont Yong'an (永安桥, « pont de la paix eternelle ») construit en 1331 sous la dynastie Yuan, est un pont en marbre. Le stūpa blanc du temple Yong'an (永安寺白塔, yǒng'ān sì báitǎ, un chörten), d'une hauteur d'une quarantaine de mètres, est visible depuis l'ensemble du parc, et en est le symbole. Il offre un point de vue sur l'ensemble du site. Sa construction, sur les ruines de l'ancien palais de la lune, a commencé en 1651 sous le règne de l'empereur l'empereur Shunzhi en l'honneur de la visite de Ngawang Lobsang Gyatso, Ve dalaï-lama,, l'année précédente. Détruit par des tremblements de terre, il a été reconstruit par la suite,. Il existe un autre chörten géant à Pékin, dans le temple Miaoying, construit en 1279 par le Newar Araniko. De nombreuses pierres autour de cette île auraient été amenées de Suzhou par les dirigeants de la dynastie Jin, où elles auraient prises dans Bianling (Kaifeng), au bord du lac Taihu. 
Le temple Yong'an (永安寺, yǒng'ān sì, « Temple de la paix éternelle ») est un grand édifice comprenant notamment une tour de la cloche et une tour du tambour. Il est constitué de nombreux pavillons, et était notamment utilisé par les empereurs de la dynastie Qing.

### La cité circulaire
Au sud du parc Beihai se trouve la « cité circulaire » (chinois simplifié : 团城 ; pinyin : tuánchéng). C'est un jardin de forme circulaire, entouré d'un mur d'enceinte d'une longueur de 276 m et d'une hauteur de plus de 6 m. Il est relié à l'île Qionghua par le pont Yong An, construit au XIIIe siècle,.
Y est situé le hall Chengguang (chinois simplifié : 承光殿 ; pinyin : chéngguāngdiàn), dans lequel se trouve une statue de Bouddha assis sculptée dans une pièce de jade blanc. La statue est originaire de Birmanie et a été introduite à la fin de la dynastie Qing,.
Au sein de la cité circulaire sont plantés des arbres vieux de plusieurs siècles.

### La section nord-ouest

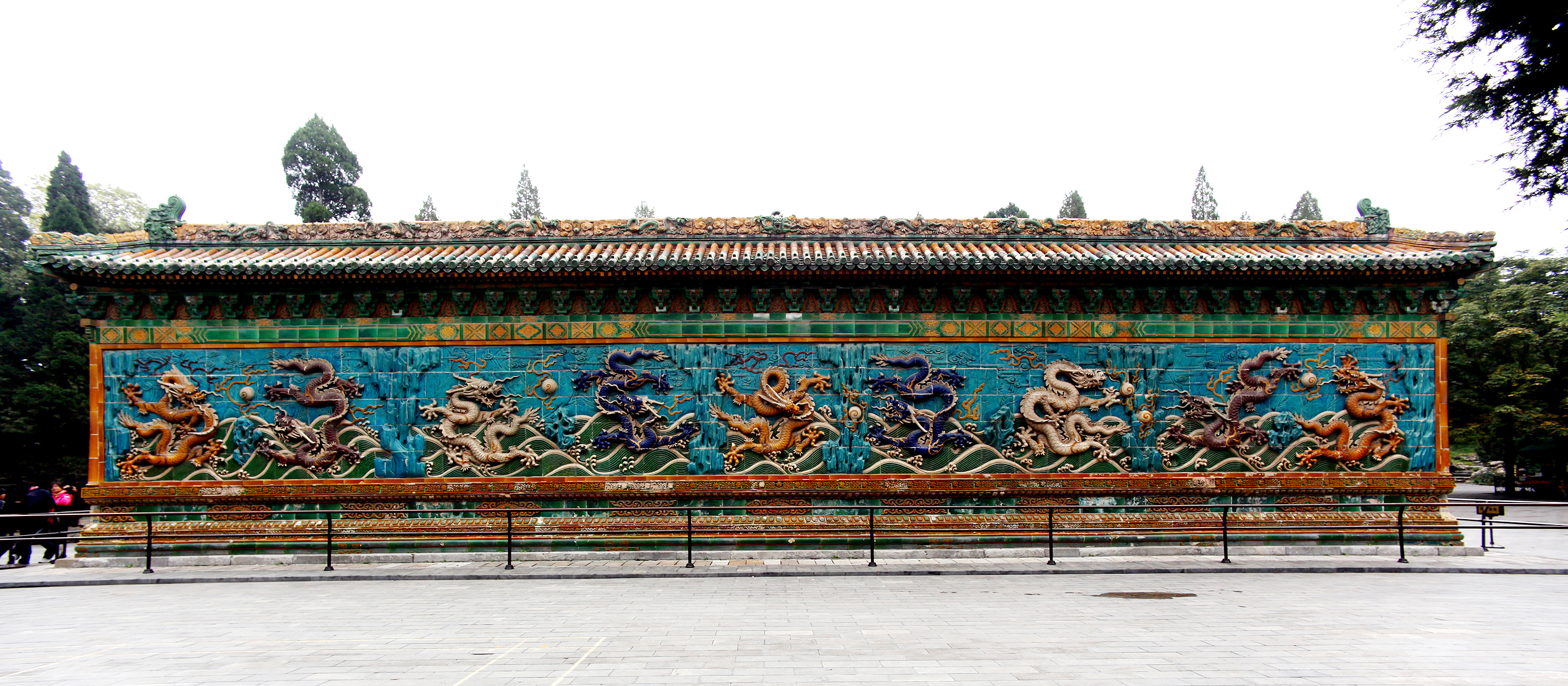
Le « Mur aux neuf dragons ».

Le quart nord-ouest du parc comprend de nombreuses constructions. En particulier le « Mur aux neuf dragons » (chinois simplifié : 九龙壁 ; pinyin : jiǔlóngbì), bâti en 1756, d'une longueur de 27 m, de plus de 6 m de haut et d'une épaisseur de 1,42 m, est considéré comme le plus célèbre des murs aux dragons chinois,.

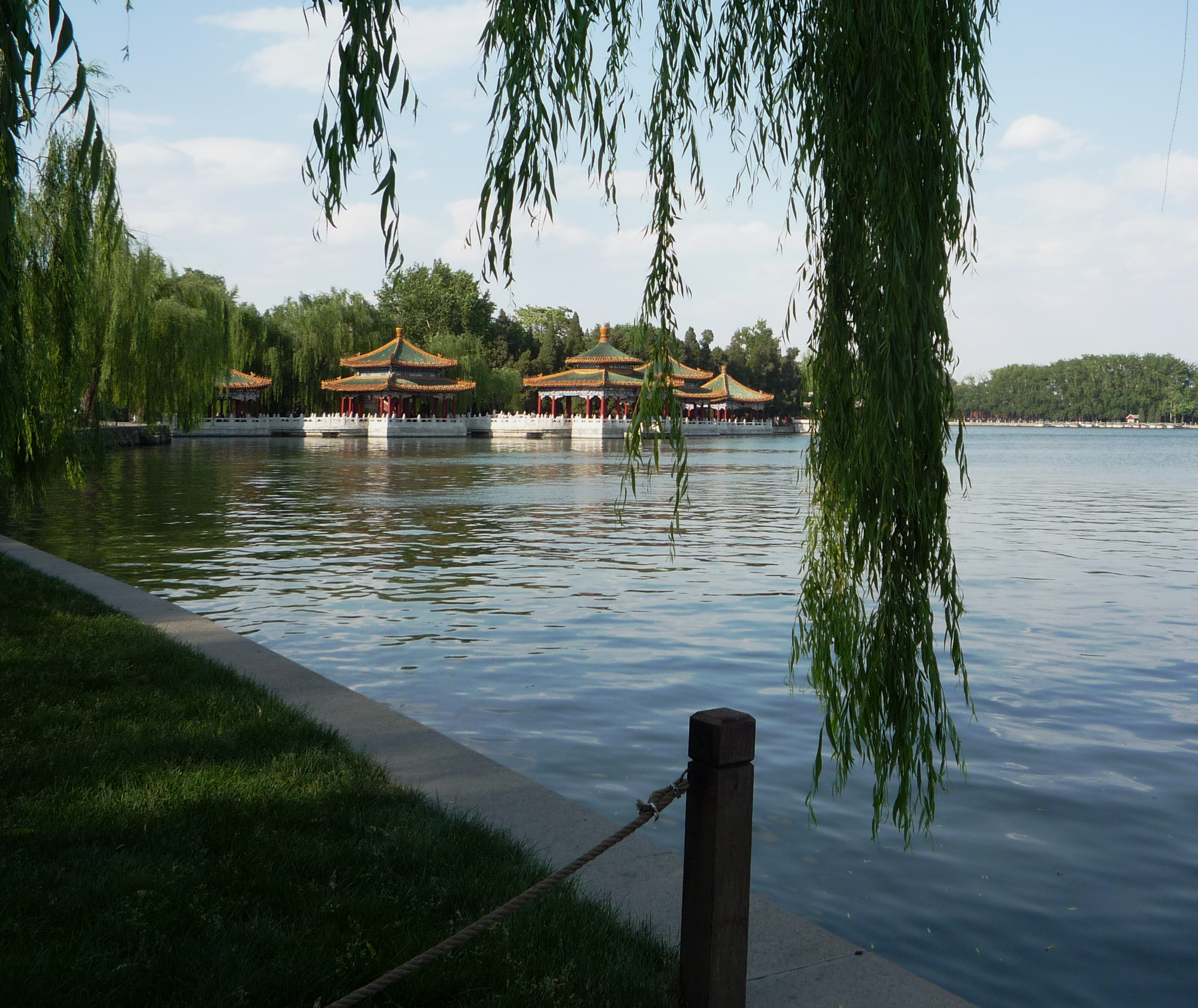
Les Kiosques des cinq dragons.

Les « Kiosques des cinq dragons » (chinois simplifié : 五龙亭 ; pinyin : wǔlóngtíng) constituent un ensemble relié de cinq kiosques, situé sur la rive nord-ouest du lac. Il est ainsi nommé en raison son aspect lorsque vu de loin : les ponts reliant les kiosques dessinent en effet la forme d'un dragon. La construction de l'ensemble a débuté en 1602. Il est dit que les empereurs appréciaient de s'y rendre pour contempler le spectacle offert par la Lune,.
Le « paradis de l'Ouest » (西天梵境, xītiān fànjìng, « frontières bouddhiques du paradis de l'Ouest »), dont le nom d'origine était, 大西天禅林, dà xītiān chánlín, « temple chan, du grand paradis de l'Ouest », construit pendant les Ming, modifié en 1759, sous le règne de Kangxi, il représente aujourd'hui les 3 mondes bouddhiques (sanskrit : trai-lokya buddham) et les Dix-huit arhats.

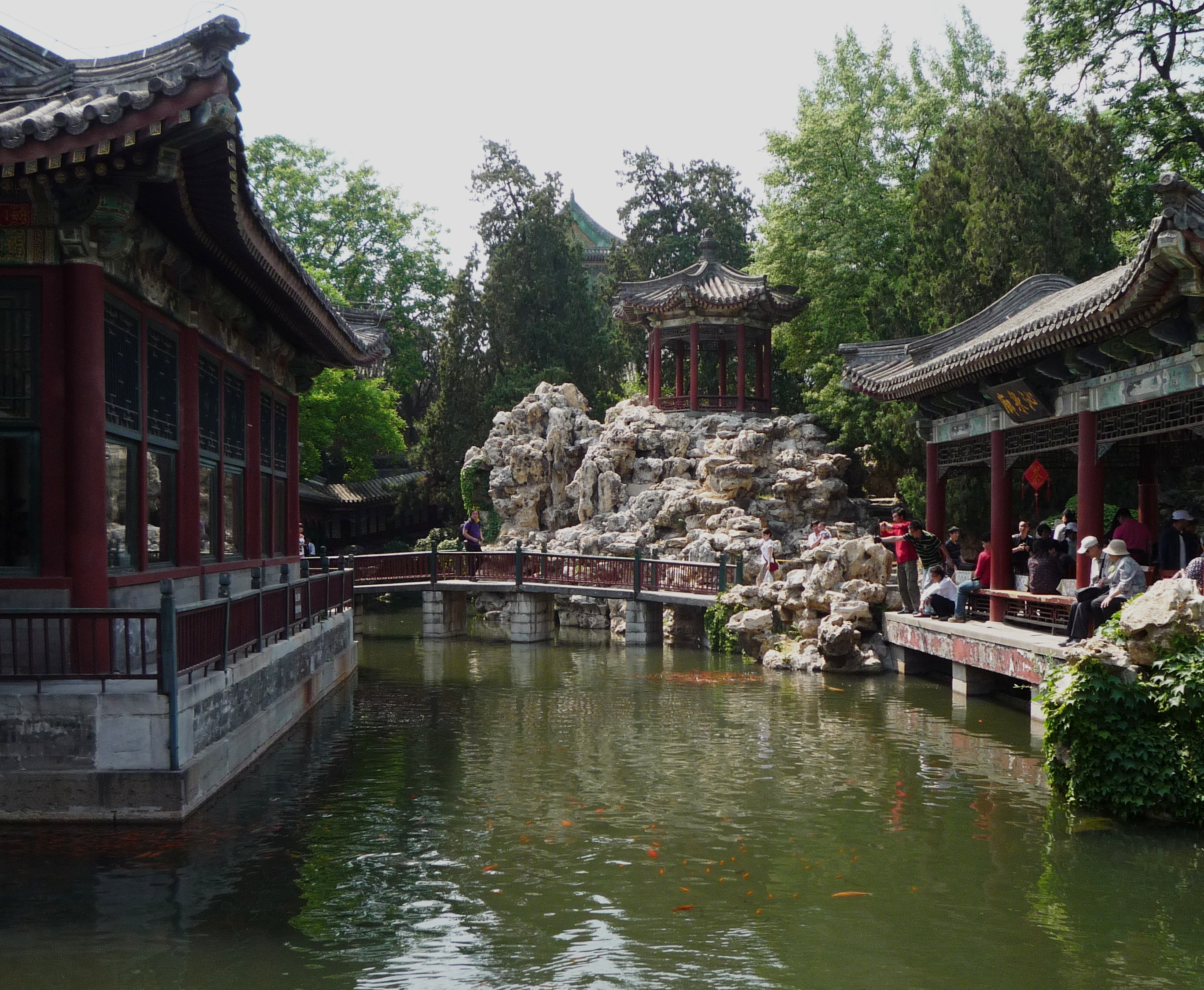
Un jardin chinois traditionnel au nord du parc.

La « Maison de la méditation » (chinois : 静心斋 ; pinyin : jìngxīnzhāi), dont la construction a été initiée sous la dynastie Ming et qui a été ensuite agrandi sous la dynastie Qing, est située au nord du lac Beihai. Elle contient des pavillons et jardins.
Un mur gravé d'animaux fantastiques est exposé au nord-est du lac. Ressemblant de par sa couleur à du métal, il est nommé en chinois 铁影壁 (pinyin : tiěyǐngbì). Haut de 1,9 m et long de 3,5 m, il date de la dynastie Yuan.
Un jardin botanique est également présent au nord du parc.

### La section est
La longue rive est du lac est un lieu de promenade privilégié.
Le jardin Hao Pu jian (chinois simplifié : 濠濮间 ; pinyin : Háo Pú jiān), nommé d'après les noms de deux fleuves de la province de l'Anhui, date de 1757. Il a été créé à la mémoire du philosophe Zhuangzi. Un arbre datant de la dynastie Tang est planté non loin.

## Faune et flore

### Faune

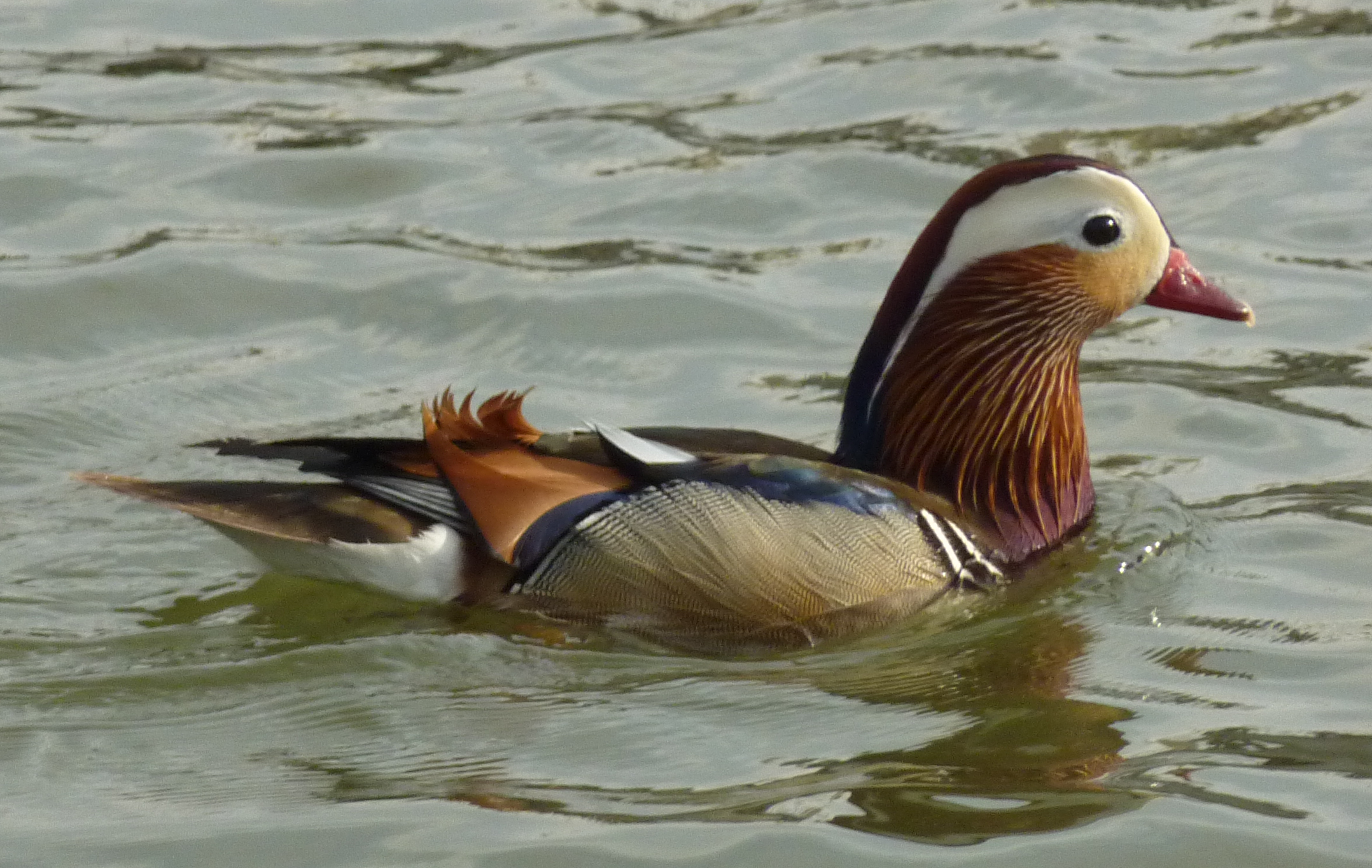
Un canard mandarin au parc Beihai.

Le parc Beihai est l'un des habitats des canards mandarins.

### Flore
Le parc Beihai contient un grand nombre de saules pleureurs.